# On és la Kyra?
On és la Kyra? (títol original en anglès, Where Is Kyra?) és una pel·lícula dramàtica estatunidenca del 2017 dirigida per Andrew Dosunmu amb un guió de Darci Picoult i una història dels mateixos Dosunmu i Picoult. La pel·lícula és protagonitzada per Michelle Pfeiffer i Kiefer Sutherland. S'ha doblat i subtitulat al català.
La pel·lícula es va projectar al Festival de Cinema de Sundance el 23 de gener de 2017. Es va estrenar en una selecció de cinemes el 6 d'abril de 2018 a càrrec de Great Point Media i Paladin.